# United States Army Medical Command
Le U.S. Army Medical Command (MEDCOM) est l'un des 11 Direct Reporting Units (DRU) de la U.S. Army basé à Fort Sam Houston, Texas

## Structure
Le MEDCOM est composé de 6 commandements régionaux:
- Europe Regional Medical Command
- Great Plains Regional Medical Command
- North Atlantic Regional Medical Command
- Pacific Regional Medical Command
- Southeast Regional Medical Command
- Western Regional Medical Command

ainsi que des commandements subordonnés suivants:
- U.S. Army Dental Command
- U.S. Army Veterinary Command
- U.S. Army Medical Department Center & School
- U.S. Army Center for Health Promotion & Preventive Medicine
- U.S. Army Medical Research and Materiel Command
- Warrior Transition Command